# عبد الله التميمي
عبد الله إبراهيم عبد الله التميمي من مواليد 1965، نائب سابق في مجلس الأمة الكويتي 2013، وحاصل على شهادة الدبلوم في الصحافة وعمل في شركة نفط الكويت وهو عضو في نقابة العاملين في نفط الكويت وفاز بعضوية مجلس الامة (ديسمبر 2012) المبطل بحكم المحكمة الدستورية، كما شارك بانتخابات مجلس 2013 عن الدائرة الخامسة، وحصل على المركز الأول برصيد 4,135، وفاز بالانتخابات.

## أبرز مواقفه في مجلس الأمة

### مجلس الأمة ديسمبر 2012
| إحالة استجواب أحمد الحمود إلى التشريعية (2013) | موافق |
| اسقاط الفوائد (2013)                           | ممتنع |
| التصويت على مرسوم الصوت الواحد (2013)          | موافق |

### مجلس الأمة 2013
| استجواب الوزير محمد العبد الله (2013) | ضد الاستجواب         |
| شطب محاور الاستجواب (2013)            | موافق                |
| شطب استجواب جابر المبارك (2014)       | موافق                |
| تحويل جلسة الشريط إلى سرية (2014)     | وافق على سرية الجلسة |
| قانون البصمة الوراثية (2015)          | موافق                |